# Drenova Glava
Drenogllavë en albanais et Drenova Glava en serbe latin (en serbe cyrillique : Дренова Глава) est une localité du Kosovo située dans la commune/municipalité de Kaçanik/Kačanik, district de Ferizaj/Uroševac (Kosovo) ou district de Kosovo (Serbie). Selon le recensement kosovar de 2011, elle compte 34 habitants, tous albanais.
Le village est également connu sous le nom de Drenoglava.

## Démographie

### Évolution historique de la population dans la localité
| 1948 | 1953 | 1961 | 1971 | 1981 | 1991 | 2011 |
| ---- | ---- | ---- | ---- | ---- | ---- | ---- |
| 203  | 208  | 220  | 102  | 128  | 134  | 34   |

|  |